# Copa del Rey de Baloncesto de 2021
A Copa do Rei de Basquetebol de 2021 (em castelhano:  Copa del Rey de Baloncesto de 2021) foi a 85ª edição da Copa del Rey, torneio anual disputado desde 1933. Para esse ano foi decido que a sede seria Madrid e a arena a receber o evento seria o WiZink Center. Na ocasião o Real Madrid buscava revanche sobre o FC Barcelona pós a derrota no mesmo WiZink Center na Copa del Rey de 2019, fato que foi frustrado pelos catalães na final com placar de 88 a 73.

## A sede
O WiZink Center sediou pela quinta vez a Copa del Rey, sendo que última havia sido recentemente em 2019.
| Madrid                      |
| --------------------------- |
| WiZink Arena                |
| 40° 25′ 26″ N, 3° 40′ 18″ O |
| Capacidade: 17 453          |
|                             |

## Equipas classificadas
| Pos. | Clube                   | J  | V  | D | %    | P+    | P-    | SP  | Classificação     |
| ---- | ----------------------- | -- | -- | - | ---- | ----- | ----- | --- | ----------------- |
| 1    | Real Madrid             | 18 | 17 | 1 | 94,4 | 1.580 | 1.363 | 217 | Cabeças de Chaves |
| 2    | Barça                   | 18 | 15 | 3 | 83,3 | 1.531 | 1.337 | 194 | Cabeças de Chaves |
| 3    | Lenovo Tenerife         | 18 | 14 | 4 | 77,8 | 1.571 | 1.435 | 136 | Cabeças de Chaves |
| 4    | TD Systems Baskonia     | 18 | 14 | 4 | 77,8 | 1.492 | 1.382 | 110 | Cabeças de Chaves |
| 5    | Hereda San Pablo Burgos | 18 | 13 | 5 | 72,2 | 1.577 | 1.448 | 129 |                   |
| 6    | Valencia Basket         | 18 | 12 | 6 | 66,7 | 1.558 | 1.456 | 102 |                   |
| 7    | Club Joventut Badalona  | 18 | 10 | 8 | 55,6 | 1.521 | 1.496 | 25  |                   |
| 8    | Unicaja Malaga          | 18 | 9  | 9 | 50   | 1.548 | 1.495 | 53  |                   |

## Formato de competição

### Critérios de classificação
Com o término do primeira volta (primeiro turno) as oito equipes melhor colocadas na tabela automaticamente se qualificam a disputar a Copa del Rey, pelo fato de Real Madrid ter duplamente garantido sua vaga, como anfitrião e de maneira matemática.
Por razão da Pandemia de COVID-19, os clubes juntamente com a ACB acordaram que o primeiro critério de desempate seria a porcentagem de vitória sobre o total de partidas disputadas, para que se caso algum clube não tivesse condições de disputar todas as partidas não fosse prejudicado.

### Cabeça de chave
Assim como nas edições passadas, foi utilizado o método de "cabeça de chave" onde os quatro primeiros exercem esse direito.

### Forma de disputa
Como nos anos anteriores após sorteio, foi definido os cruzamentos e disputados quatro jogos de quartas de finais, dois de semifinais e por fim a grande final.

## Cruzamentos
|  | Quartas de final                  | Quartas de final        | Quartas de final |       |                                   | Semifinais          | Semifinais | Semifinais |  |  | Final                | Final       | Final |
|  |                                   |                         |                  |       |                                   |                     |            |            |  |  |                      |             |       |
|  |                                   |                         |                  |       |                                   |                     |            |            |  |  |                      |             |       |
|  | Ilhas Canárias                    | Lenovo Tenerife         | 87               |       |                                   |                     |            |            |  |  |                      |             |       |
|  | Castela e Leão                    | Hereda San Pablo Burgos | 76               |       |                                   |                     |            |            |  |  |                      |             |       |
|  | Castela e Leão                    | Hereda San Pablo Burgos | 76               |       | Ilhas Canárias                    | Lenovo Tenerife     | 85         |            |  |  |                      |             |       |
|  |                                   |                         |                  |       | Ilhas Canárias                    | Lenovo Tenerife     | 85         |            |  |  |                      |             |       |
|  |                                   | Comunidade de Madrid    | Real Madrid      | 79    |                                   |                     |            |            |  |  |                      |             |       |
|  | Comunidade de Madrid              | Comunidade de Madrid    | Real Madrid      | 79    | Real Madrid                       | 85                  |            |            |  |  |                      |             |       |
|  | Comunidade de Madrid              |                         |                  |       | Real Madrid                       | 85                  |            |            |  |  |                      |             |       |
|  | Comunidade Valenciana             | Valencia                | 74               |       |                                   |                     |            |            |  |  |                      |             |       |
|  |                                   |                         |                  |       |                                   |                     |            |            |  |  | Comunidade de Madrid | Real Madrid | 73    |
|  |                                   |                         | Catalunha        | Barça | 88                                |                     |            |            |  |  |                      |             |       |
|  | Comunidade Autónoma do País Basco | TD Systems Baskonia     | 96               |       |                                   |                     |            |            |  |  |                      |             |       |
|  | Catalunha                         | Joventut Badalona       | 87               |       |                                   |                     |            |            |  |  |                      |             |       |
|  | Catalunha                         | Joventut Badalona       | 87               |       | Comunidade Autónoma do País Basco | TD Systems Baskonia | 68         |            |  |  |                      |             |       |
|  |                                   |                         |                  |       | Comunidade Autónoma do País Basco | TD Systems Baskonia | 68         |            |  |  |                      |             |       |
|  |                                   | Catalunha               | Barça            | 77    |                                   |                     |            |            |  |  |                      |             |       |
|  | Catalunha                         | Catalunha               | Barça            | 77    | Barça                             | 103                 |            |            |  |  |                      |             |       |
|  | Catalunha                         |                         |                  |       | Barça                             | 103                 |            |            |  |  |                      |             |       |
|  | Andaluzia                         | Unicaja Malaga          | 93               |       |                                   |                     |            |            |  |  |                      |             |       |

### Quartas de finais

#### Lenovo Tenerife - Hereda San Pablo Burgos
| 11 de fevereiro 18:30 | boxscore | Lenovo Tenerife                                          | 87–76 | Hereda San Pablo Burgos                      |  | WiZink Center, Madrid |  |
| 11 de fevereiro 18:30 | boxscore | Placar por quarto: 25–17, 26–25, 20–17, 16 – 17          |       |                                              |  | WiZink Center, Madrid |  |
| 11 de fevereiro 18:30 | boxscore | Pts: Fitipaldo 18 Rbts: Sulejmanović 8 Asts: Fitipaldo 6 |       | Pts: Rivero 12 Rbts: Rabaseda 7 Asts: Cook 7 |  | WiZink Center, Madrid |  |

| Lenovo Tenerife | Lenovo Tenerife | Lenovo Tenerife | Lenovo Tenerife | Lenovo Tenerife | Lenovo Tenerife |
| Jogador         | Jogador         | Pts             | Reb             | Assts           | Minutos         |
| --------------- | --------------- | --------------- | --------------- | --------------- | --------------- |
| 6               | B. Fitipaldo    | 18              | 3               | 6               | 24:18           |
| 10              | S.Salin         | 18              | 3               | 2               | 32:31           |
| 19              | G. Shermadini   | 12              | 5               | 0               | 23:22           |
| 34              | T. Cavanaugh    | 5               | 4               | 1               | 17:15           |
| 42              | A. Doornekamp   | 8               | 3               | 3               | 30:52           |
| Reservas        |                 |                 |                 |                 |                 |
| 4               | S. Yusta        | 0               | 0               | 0               | 1:26            |
| 9               | M. Huertas      | 9               | 3               | 3               | 23:40           |
| 11              | D. Díez         | 0               | 0               | 0               | 0:00            |
| 13              | S. Rodríguez    | 3               | 1               | 0               | 7:59            |
| 19              | S. Butterfield  | 0               | 0               | 0               | 0:48            |
| 22              | E. Sulejmanović | 10              | 8               | 0               | 22:44           |
| 35              | F. Guerra       | 4               | 3               | 3               | 15:01           |
| Treinador       | Treinador       | Txus Vidorreta  | Txus Vidorreta  | Txus Vidorreta  | Txus Vidorreta  |

| Hereda San Pablo Burgos | Hereda San Pablo Burgos | Hereda San Pablo Burgos | Hereda San Pablo Burgos | Hereda San Pablo Burgos | Hereda San Pablo Burgos |
| Jogador                 | Jogador                 | Pts                     | Reb                     | Assts                   | Minutos                 |
| ----------------------- | ----------------------- | ----------------------- | ----------------------- | ----------------------- | ----------------------- |
| 1                       | D. Kravić               | 10                      | 2                       | 2                       | 22:02                   |
| 8                       | V. Benite               | 11                      | 3                       | 1                       | 25:42                   |
| 11                      | M. Salvó                | 10                      | 1                       | 0                       | 16:37                   |
| 14                      | J. Rivero               | 12                      | 6                       | 0                       | 22:37                   |
| 20                      | O. Cook                 | 7                       | 0                       | 7                       | 28:23                   |
| Reservas                |                         |                         |                         |                         |                         |
| 7                       | M. Salash               | 3                       | 1                       | 0                       | 8:13                    |
| 9                       | A. Barrera              | 0                       | 0                       | 0                       | 0:27                    |
| 10                      | A. Infante              | 3                       | 0                       | 0                       | 1:03                    |
| 12                      | T. McFadden             | 9                       | 2                       | 1                       | 26:30                   |
| 18                      | J. Sakho                | 0                       | 0                       | 0                       | 5:43                    |
| 22                      | X. Rabaseda             | 3                       | 7                       | 1                       | 19:56                   |
| 30                      | K. Horton               | 8                       | 4                       | 1                       | 22:44                   |
| Treinador               | Treinador               | Joan Peñarroya          | Joan Peñarroya          | Joan Peñarroya          | Joan Peñarroya          |

#### Real Madrid - Valencia Basket
| 11 de fevereiro 21:30 | boxscore | Real Madrid                                          | 85–74 | Valencia                                                         |  | WiZink Center, Madrid |  |
| 11 de fevereiro 21:30 | boxscore | Placar por quarto: 29–17, 20–17, 14-21, 22-19        |       |                                                                  |  | WiZink Center, Madrid |  |
| 11 de fevereiro 21:30 | boxscore | Pts: Deck e Thompkins 23 Rbts: Deck 6 Asts: Alocen 7 |       | Pts: Van Rossom 16 Rbts: Labeyrie 7 Asts: Kalinić e Van Rossom 3 |  | WiZink Center, Madrid |  |

| Real Madrid | Real Madrid     | Real Madrid | Real Madrid | Real Madrid | Real Madrid |
| Jogador     | Jogador         | Pts         | Reb         | Assts       | Minutos     |
| ----------- | --------------- | ----------- | ----------- | ----------- | ----------- |
| 12          | C. Alocén       | 1           | 2           | 7           | 14:15       |
| 14          | G. Deck         | 23          | 6           | 0           | 28:17       |
| 20          | J. Carroll      | 10          | 0           | 0           | 14:58       |
| 22          | W. Tavares      | 7           | 4           | 1           | 20:21       |
| 33          | T. Thompkins    | 23          | 4           | 1           | 32:12       |
| Reservas    |                 |             |             |             |             |
| 1           | F. Causeur      | 4           | 4           | 0           | 19:34       |
| 9           | R. Fernández    | 3           | 2           | 2           | 21:26       |
| 11          | A. Abalde       | 4           | 1           | 0           | 7:02        |
| 13          | A. Tyus         | 0           | 2           | 0           | 8:26        |
| 19          | N. Laprovittola | 0           | 2           | 4           | 15:11       |
| 22          | F. Reyes        | 4           | 2           | 0           | 6:40        |
| 35          | S. Llull        | 6           | 2           | 1           | 11:31       |
| Treinador   | Treinador       | Pablo Laso  | Pablo Laso  | Pablo Laso  | Pablo Laso  |

| Valencia Basket Club | Valencia Basket Club | Valencia Basket Club | Valencia Basket Club | Valencia Basket Club | Valencia Basket Club |
| Jogador              | Jogador              | Pts                  | Reb                  | Assts                | Minutos              |
| -------------------- | -------------------- | -------------------- | -------------------- | -------------------- | -------------------- |
| 2                    | V. Marinković        | 3                    | 0                    | 2                    | 16:57                |
| 7                    | L. Labeyrie          | 2                    | 7                    | 0                    | 27:29                |
| 9                    | S. Van Rossom        | 6                    | 2                    | 3                    | 26:18                |
| 12                   | N. Kalinić           | 14                   | 6                    | 3                    | 34:43                |
| 20                   | B. Dubljević         | 6                    | 2                    | 2                    | 23:42                |
| Reservas             |                      |                      |                      |                      |                      |
| 3                    | K. Prepelič          | 13                   | 1                    | 2                    | 24:47                |
| 4                    | J. Pradilla          | 0                    | 0                    | 0                    | 3:28                 |
| 6                    | J. Puerto            | 2                    | 0                    | 0                    | 4:48                 |
| 10                   | M. Tobey             | 8                    | 4                    | 1                    | 16:10                |
| 16                   | G. Vives             | 0                    | 0                    | 0                    | 0:00                 |
| 24                   | M. Hermannsson       | 10                   | 4                    | 2                    | 21:33                |
| 45                   | G. Ferrando          | 0                    | 0                    | 0                    | 0:00                 |
| Treinador            | Treinador            | Jaume Ponsarnau      | Jaume Ponsarnau      | Jaume Ponsarnau      | Jaume Ponsarnau      |

#### TD Systems Baskonia - Club Joventut Badalona
| 12 de fevereiro 18:30 | boxscore | TD Systems Baskonia                                          | 96–87 | Club Joventut Badalona                            |  | WiZink Center, Madrid |  |
| 12 de fevereiro 18:30 | boxscore | Placar por quarto: 28–17, 27-30, 23-21, 18-19                |       |                                                   |  | WiZink Center, Madrid |  |
| 12 de fevereiro 18:30 | boxscore | Pts: Polonara e Giedraitis 19 Rbts: Polonara 7 Asts: Henry 8 |       | Pts: Brodziansky 18 Rbts: Tomić 11 Asts: Bassas 7 |  | WiZink Center, Madrid |  |

| TD Systems Baskonia | TD Systems Baskonia | TD Systems Baskonia | TD Systems Baskonia | TD Systems Baskonia | TD Systems Baskonia |
| Jogador             | Jogador             | Pts                 | Reb                 | Assts               | Minutos             |
| ------------------- | ------------------- | ------------------- | ------------------- | ------------------- | ------------------- |
| 5                   | T. Jekiri           | 4                   | 2                   | 1                   | 22:08               |
| 7                   | P. Henry            | 16                  | 3                   | 8                   | 28:36               |
| 25                  | A. Peters           | 17                  | 5                   | 3                   | 20:52               |
| 31                  | R. Giedraitis       | 19                  | 3                   | 2                   | 29:40               |
| 33                  | A. Polonara         | 19                  | 7                   | 3                   | 33:08               |
| Reservas            |                     |                     |                     |                     |                     |
| 2                   | S. Raieste          | 0                   | 0                   | 0                   | 4:27                |
| 3                   | L. Vildoza          | 7                   | 2                   | 0                   | 4:27                |
| 8                   | T. Sedekerskis      | 2                   | 1                   | 0                   | 8:20                |
| 12                  | I. Diop             | 0                   | 0                   | 0                   | 0:00                |
| 19                  | Y. Fall             | 5                   | 1                   | 0                   | 10:54               |
| 30                  | Z. Dragić           | 7                   | 2                   | 1                   | 21:26               |
| 47                  | A. Kurucs           | 0                   | 0                   | 0                   | 0:00                |
| Treinador           | Treinador           | Duško Ivanović      | Duško Ivanović      | Duško Ivanović      | Duško Ivanović      |

| Club Joventut Badalona | Club Joventut Badalona | Club Joventut Badalona | Club Joventut Badalona | Club Joventut Badalona | Club Joventut Badalona |
| Jogador                | Jogador                | Pts                    | Reb                    | Assts                  | Minutos                |
| ---------------------- | ---------------------- | ---------------------- | ---------------------- | ---------------------- | ---------------------- |
| 0                      | N. Dimitrijević        | 8                      | 0                      | 2                      | 12:18                  |
| 6                      | X. López-Arostegui     | 12                     | 2                      | 0                      | 27:12                  |
| 20                     | F. Bassas              | 5                      | 1                      | 7                      | 22:56                  |
| 44                     | J. Parra               | 0                      | 1                      | 0                      | 5:41                   |
| 88                     | A. Tomić               | 14                     | 11                     | 4                      | 25:33                  |
| Reservas               |                        |                        |                        |                        |                        |
| 1                      | S. Dawson              | 3                      | 1                      | 0                      | 6:47                   |
| 4                      | P. Ribas               | 6                      | 1                      | 1                      | 21:00                  |
| 9                      | C. Morgan              | 7                      | 3                      | 1                      | 21:19                  |
| 10                     | V. Brodziansky         | 18                     | 5                      | 2                      | 21:23                  |
| 11                     | D. Jackson             | 12                     | 1                      | 0                      | 12:31                  |
| 14                     | A. Ventura             | 0                      | 2                      | 0                      | 16:49                  |
| 35                     | S. Birgander           | 2                      | 1                      | 1                      | 6:20                   |
| Treinador              | Treinador              | Carles Durán           | Carles Durán           | Carles Durán           | Carles Durán           |

#### Barça - Unicaja Malaga
| 11 de fevereiro 21:30 | boxscore | Barça                                             | 103–93 | Unicaja Malaga                                               |  | WiZink Center, Madrid |  |
| 11 de fevereiro 21:30 | boxscore | Placar por quarto: 15-29, 24-15, 21-21, 28-23     |        |                                                              |  | WiZink Center, Madrid |  |
| 11 de fevereiro 21:30 | boxscore | Pts: Higgins 22 Rbts: Calathes 5 Asts: Calathes 5 |        | Pts: Brizuela 33 Rbts: Suarez e Thompson 7 Asts: Waczyński 5 |  | WiZink Center, Madrid |  |

| Barça     | Barça         | Barça                | Barça                | Barça                | Barça                |
| Jogador   | Jogador       | Pts                  | Reb                  | Assts                | Minutos              |
| --------- | ------------- | -------------------- | -------------------- | -------------------- | -------------------- |
| 14        | A. Pustovyi   | 0                    | 0                    | 0                    | 5:34                 |
| 22        | C. Higgins    | 22                   | 2                    | 2                    | 32:24                |
| 24        | K. Kuric      | 7                    | 0                    | 0                    | 17:21                |
| 33        | N. Mirotić    | 16                   | 1                    | 0                    | 25:44                |
| 99        | N. Calathes   | 17                   | 5                    | 5                    | 32:06                |
| Reservas  |               |                      |                      |                      |                      |
| 0         | B. Davies     | 10                   | 2                    | 3                    | 26:18                |
| 2         | L. Westermann | 5                    | 1                    | 3                    | 16:07                |
| 8         | Á. Hanga      | 6                    | 2                    | 4                    | 19:37                |
| 9         | L. Bolmaro    | 0                    | 0                    | 0                    | 0:00                 |
| 10        | R. Šmits      | 4                    | 3                    | 0                    | 16:14                |
| 18        | P. Oriola     | 5                    | 2                    | 0                    | 10:35                |
| 47        | Á. Abrines    | 11                   | 4                    | 0                    | 22:52                |
| Treinador | Treinador     | Šarūnas Jasikevičius | Šarūnas Jasikevičius | Šarūnas Jasikevičius | Šarūnas Jasikevičius |

| Unicaja Malaga | Unicaja Malaga | Unicaja Malaga    | Unicaja Malaga    | Unicaja Malaga    | Unicaja Malaga    |
| Jogador        | Jogador        | Pts               | Reb               | Assts             | Minutos           |
| -------------- | -------------- | ----------------- | ----------------- | ----------------- | ----------------- |
| 8              | D. Brizuela    | 33                | 2                 | 3                 | 32:16             |
| 9              | A. Díaz        | 9                 | 4                 | 2                 | 27:07             |
| 21             | A. Waczyński   | 10                | 3                 | 5                 | 35:07             |
| 32             | R. Guerrero    | 10                | 0                 | 0                 | 16:14             |
| 43             | C. Suárez      | 5                 | 7                 | 3                 | 26:45             |
| Reservas       |                |                   |                   |                   |                   |
| 2              | D. Thompson    | 3                 | 7                 | 0                 | 17:48             |
| 3              | J. Fernández   | 7                 | 1                 | 2                 | 25:00             |
| 4              | F. Ferrari     | 0                 | 0                 | 0                 | 0:00              |
| 10             | F. Alonso      | 0                 | 0                 | 0                 | 8:46              |
| 23             | T. Abromaitis  | 6                 | 1                 | 0                 | 18:11             |
| 33             | Y. Nzosa       | 4                 | 2                 | 0                 | 10:39             |
| 83             | A. Bouteille   | 6                 | 0                 | 0                 | 7:00              |
| Treinador      | Treinador      | Fotios Katsikaris | Fotios Katsikaris | Fotios Katsikaris | Fotios Katsikaris |

### Semifinais

#### Real Madrid - Lenovo Tenerife
| 13 de fevereiro 16:00 | boxscore | Real Madrid                                           | 85–79 | Lenovo Tenerife                                                  |  | WiZink Center, Madrid |  |
| 13 de fevereiro 16:00 | boxscore | Placar por quarto: 19-23, 21-23, 25-16, 20-17         |       |                                                                  |  | WiZink Center, Madrid |  |
| 13 de fevereiro 16:00 | boxscore | Pts: Causeur e Deck 18 Rbts: Tavares 15 Asts: Llull 5 |       | Pts: Huertas 22 Rbts: Sulejmanović 6 Asts: Fitipaldo e Huertas 5 |  | WiZink Center, Madrid |  |

| Real Madrid | Real Madrid     | Real Madrid | Real Madrid | Real Madrid | Real Madrid |
| Jogador     | Jogador         | Pts         | Reb         | Assts       | Minutos     |
| ----------- | --------------- | ----------- | ----------- | ----------- | ----------- |
| 1           | F. Causeur      | 18          | 3           | 2           | 29:15       |
| 12          | C. Alocén       | 5           | 0           | 1           | 7:23        |
| 14          | G. Deck         | 18          | 7           | 1           | 26:19       |
| 22          | W. Tavares      | 6           | 15          | 2           | 32:45       |
| 33          | T. Thompkins    | 6           | 1           | 2           | 24:06       |
| Reservas    |                 |             |             |             |             |
| 9           | R. Fernández    | 5           | 2           | 0           | 13:48       |
| 11          | A. Abalde       | 0           | 0           | 0           | 6:27        |
| 13          | A. Tyus         | 3           | 2           | 0           | 4:55        |
| 19          | N. Laprovittola | 2           | 2           | 1           | 10:16       |
| 16          | U. Garuba       | 0           | 0           | 1           | 2:55        |
| 20          | J. Carroll      | 11          | 1           | 0           | 19:07       |
| 35          | S. Llull        | 11          | 3           | 5           | 22:37       |
| Treinador   | Treinador       | Pablo Laso  | Pablo Laso  | Pablo Laso  | Pablo Laso  |

| Lenovo Tenerife | Lenovo Tenerife | Lenovo Tenerife | Lenovo Tenerife | Lenovo Tenerife | Lenovo Tenerife |
| Jogador         | Jogador         | Pts             | Reb             | Assts           | Minutos         |
| --------------- | --------------- | --------------- | --------------- | --------------- | --------------- |
| 6               | B. Fitipaldo    | 13              | 2               | 5               | 24:37           |
| 10              | S.Salin         | 3               | 0               | 0               | 24:30           |
| 34              | T. Cavanaugh    | 8               | 5               | 0               | 21:08           |
| 35              | F. Guerra       | 15              | 1               | 3               | 19:30           |
| 42              | A. Doornekamp   | 8               | 3               | 1               | 16:37           |
| Reservas        |                 |                 |                 |                 |                 |
| 4               | S. Yusta        | 0               | 0               | 0               | 14:22           |
| 9               | M. Huertas      | 22              | 2               | 5               | 24:12           |
| 11              | D. Díez         | 0               | 0               | 0               | 0:00            |
| 13              | S. Rodríguez    | 0               | 1               | 0               | 13:48           |
| 19              | G. Shermadini   | 1               | 3               | 0               | 12:46           |
| 19              | S. Butterfield  | 3               | 0               | 0               | 7:53            |
| 22              | E. Sulejmanović | 6               | 6               | 0               | 20:53           |
| Treinador       | Treinador       | Txus Vidorreta  | Txus Vidorreta  | Txus Vidorreta  | Txus Vidorreta  |

#### Barça - TD Systems Baskonia
| 13 de fevereiro 19:00 | boxscore | Barça                                          | 77–68 | TD Systems Baskonia                            |  | WiZink Center, Madrid |  |
| 13 de fevereiro 19:00 | boxscore | Placar por quarto: 15-12, 23-15, 26-20, 13-21  |       |                                                |  | WiZink Center, Madrid |  |
| 13 de fevereiro 19:00 | boxscore | Pts: Mirotić 16 Rbts: Kuric 7 Asts: Calathes 8 |       | Pts: Henry 19 Rbts: Polonara 8 Asts: Vildoza 4 |  | WiZink Center, Madrid |  |

| Barça     | Barça         | Barça                | Barça                | Barça                | Barça                |
| Jogador   | Jogador       | Pts                  | Reb                  | Assts                | Minutos              |
| --------- | ------------- | -------------------- | -------------------- | -------------------- | -------------------- |
| 8         | Á. Hanga      | 3                    | 4                    | 0                    | 14:22                |
| 14        | A. Pustovyi   | 4                    | 2                    | 0                    | 9:24                 |
| 22        | C. Higgins    | 15                   | 3                    | 1                    | 25:52                |
| 33        | N. Mirotić    | 16                   | 5                    | 1                    | 22:33                |
| 99        | N. Calathes   | 4                    | 5                    | 8                    | 23:57                |
| Reservas  |               |                      |                      |                      |                      |
| 0         | B. Davies     | 8                    | 5                    | 0                    | 24:23                |
| 2         | L. Westermann | 4                    | 1                    | 2                    | 13:50                |
| 9         | L. Bolmaro    | 2                    | 0                    | 0                    | 8:03                 |
| 10        | R. Šmits      | 2                    | 4                    | 0                    | 18:26                |
| 18        | P. Oriola     | 0                    | 1                    | 0                    | 5:10                 |
| 47        | Á. Abrines    | 9                    | 1                    | 1                    | 13:13                |
| 24        | K. Kuric      | 10                   | 7                    | 2                    | 20:37                |
| Treinador | Treinador     | Šarūnas Jasikevičius | Šarūnas Jasikevičius | Šarūnas Jasikevičius | Šarūnas Jasikevičius |

| TD Systems Baskonia | TD Systems Baskonia | TD Systems Baskonia | TD Systems Baskonia | TD Systems Baskonia | TD Systems Baskonia |
| Jogador             | Jogador             | Pts                 | Reb                 | Assts               | Minutos             |
| ------------------- | ------------------- | ------------------- | ------------------- | ------------------- | ------------------- |
| 5                   | T. Jekiri           | 15                  | 6                   | 0                   | 29:08               |
| 7                   | P. Henry            | 19                  | 2                   | 1                   | 31:45               |
| 30                  | Z. Dragić           | 3                   | 1                   | 0                   | 17:02               |
| 31                  | R. Giedraitis       | 5                   | 3                   | 1                   | 25:03               |
| 33                  | A. Polonara         | 10                  | 8                   | 1                   | 33:28               |
| Reservas            |                     |                     |                     |                     |                     |
| 2                   | S. Raieste          | 0                   | 0                   | 0                   | 0:00                |
| 3                   | L. Vildoza          | 10                  | 2                   | 4                   | 29:52               |
| 8                   | T. Sedekerskis      | 0                   | 1                   | 0                   | 4:20                |
| 12                  | I. Diop             | 0                   | 0                   | 0                   | 1:53                |
| 19                  | Y. Fall             | 0                   | 1                   | 0                   | 6:49                |
| 25                  | A. Peters           | 6                   | 0                   | 2                   | 20:34               |
| 47                  | A. Kurucs           | 0                   | 0                   | 0                   | 0:00                |
| Treinador           | Treinador           | Duško Ivanović      | Duško Ivanović      | Duško Ivanović      | Duško Ivanović      |

### Final

#### Real Madrid - Barça
| 14 de fevereiro 18:30 | boxscore | Real Madrid                                    | 73–88 | Barça                                           |  | WiZink Center, Madrid |  |
| 14 de fevereiro 18:30 | boxscore | Placar por quarto: 11-20, 20-32, 19-17, 23-19  |       |                                                 |  | WiZink Center, Madrid |  |
| 14 de fevereiro 18:30 | boxscore | Pts: Tavares 17 Rbts: Tavares 9 Asts: Alocén 3 |       | Pts: Higgins 20 Rbts: Davies 8 Asts: Calathes 9 |  | WiZink Center, Madrid |  |

| Real Madrid | Real Madrid     | Real Madrid | Real Madrid | Real Madrid | Real Madrid |
| Jogador     | Jogador         | Pts         | Reb         | Assts       | Minutos     |
| ----------- | --------------- | ----------- | ----------- | ----------- | ----------- |
| 1           | F. Causeur      | 5           | 2           | 0           | 22:53       |
| 11          | A. Abalde       | 15          | 2           | 2           | 24:40       |
| 14          | G. Deck         | 9           | 3           | 0           | 26:36       |
| 35          | S. Llull        | 8           | 1           | 1           | 25:15       |
| 33          | T. Thompkins    | 8           | 5           | 0           | 19:33       |
| Reservas    |                 |             |             |             |             |
| 13          | A. Tyus         | 0           | 0           | 0           | 3:07        |
| 19          | N. Laprovittola | 0           | 0           | 1           | 3:59        |
| 22          | F. Reyes        | 2           | 2           | 1           | 3:15        |
| 12          | C. Alocén       | 9           | 1           | 3           | 18:11       |
| 16          | U. Garuba       | 0           | 3           | 0           | 14:03       |
| 20          | J. Carroll      | 0           | 0           | 0           | 14:33       |
| 22          | W. Tavares      | 17          | 9           | 1           | 23:49       |
| Treinador   | Treinador       | Pablo Laso  | Pablo Laso  | Pablo Laso  | Pablo Laso  |

| Barça     | Barça         | Barça                | Barça                | Barça                | Barça                |
| Jogador   | Jogador       | Pts                  | Reb                  | Assts                | Minutos              |
| --------- | ------------- | -------------------- | -------------------- | -------------------- | -------------------- |
| 8         | Á. Hanga      | 3                    | 2                    | 1                    | 10:24                |
| 14        | A. Pustovyi   | 2                    | 0                    | 0                    | 5:55                 |
| 22        | C. Higgins    | 20                   | 3                    | 1                    | 28:48                |
| 33        | N. Mirotić    | 12                   | 5                    | 0                    | 18:19                |
| 99        | N. Calathes   | 12                   | 5                    | 9                    | 31:30                |
| Reservas  |               |                      |                      |                      |                      |
| 0         | B. Davies     | 10                   | 8                    | 1                    | 17:37                |
| 2         | L. Westermann | 0                    | 3                    | 4                    | 7:17                 |
| 9         | L. Bolmaro    | 0                    | 0                    | 0                    | 0:40                 |
| 10        | R. Šmits      | 13                   | 2                    | 1                    | 21:57                |
| 18        | P. Oriola     | 2                    | 6                    | 1                    | 12:41                |
| 47        | Á. Abrines    | 8                    | 2                    | 0                    | 21:15                |
| 24        | K. Kuric      | 6                    | 3                    | 0                    | 23:30                |
| Treinador | Treinador     | Šarūnas Jasikevičius | Šarūnas Jasikevičius | Šarūnas Jasikevičius | Šarūnas Jasikevičius |

## Campeões
| Copa del Rey 2021 (Madri) |
| Catalunha                 |
| ------------------------- |
| CampeãoBarça (26° título) |